# درمانگاه (فیلم ۲۰۱۰)
«درمانگاه» (انگلیسی: The Clinic (2010 film)) یک فیلم است که در سال ۲۰۱۰ منتشر شد. از بازیگران آن می‌توان به اندی ویتفیلد اشاره کرد.